# Halekota, Siruguppa
Halekota là một làng thuộc tehsil Siruguppa, huyện Bellary, bang Karnataka, Ấn Độ.